# Zbór Kościoła Zielonoświątkowego w Kostrzynie nad Odrą
Zbór Kościoła Zielonoświątkowego w Kostrzynie nad Odrą – zbór Kościoła Zielonoświątkowego w RP znajdujący się w Kostrzynie nad Odrą, przy ulicy Mickiewicza.
Nabożeństwa odbywają się w niedzielę o godzinie 11:00. 